# Roncus menozzii
Roncus menozzii är en spindeldjursart som först beskrevs av Lodovico di Caporiacco 1923.  Roncus menozzii ingår i släktet Roncus och familjen helplåtklokrypare. Inga underarter finns listade i Catalogue of Life.